# Щербацевич, Владимир Иванович
Влади́мир Ива́нович Щербаце́вич (31 декабря 1926 — 26 октября 1941) — пионер-герой.

## Биография
Владимир Щербацевич родился в 1926 году в семье военнослужащего. Его отец погиб в советско-финскую войну 1939—1940 годов. Вместе с мамой Ольгой Фёдоровной Щербацевич они проживали в Минске на улице Коммунистической. Ольга Фёдоровна работала в 3-й городской больнице, а Володя учился в средней школе № 6 города Минска.

## Подвиг и казнь
28 июня в город вошли подразделения вермахта, начался период оккупации Минска. Щербацевичи не приняли новых порядков. Была создана подпольная группа по спасению командиров и политработников Красной Армии находившихся в госпитале, возглавляемая рабочим Минского вагоноремонтного завода им. Мясникова К. И. Трусовым и культработником 3-й горбольницы О. Ф. Щербацевич. Часть военнопленных, которых удалось вывести из госпиталя, было решено несколькими группами переправить через линию фронта. В одной из таких групп (вместе с О. Ф. Щербацевич и её сыном Володей Щербацевичем) шёл бывший военнопленный Борис Рудзянко. Самовольно отделившись от своей группы, он вернулся в Минск, где был задержан немцами и на допросе выдал членов подполья.

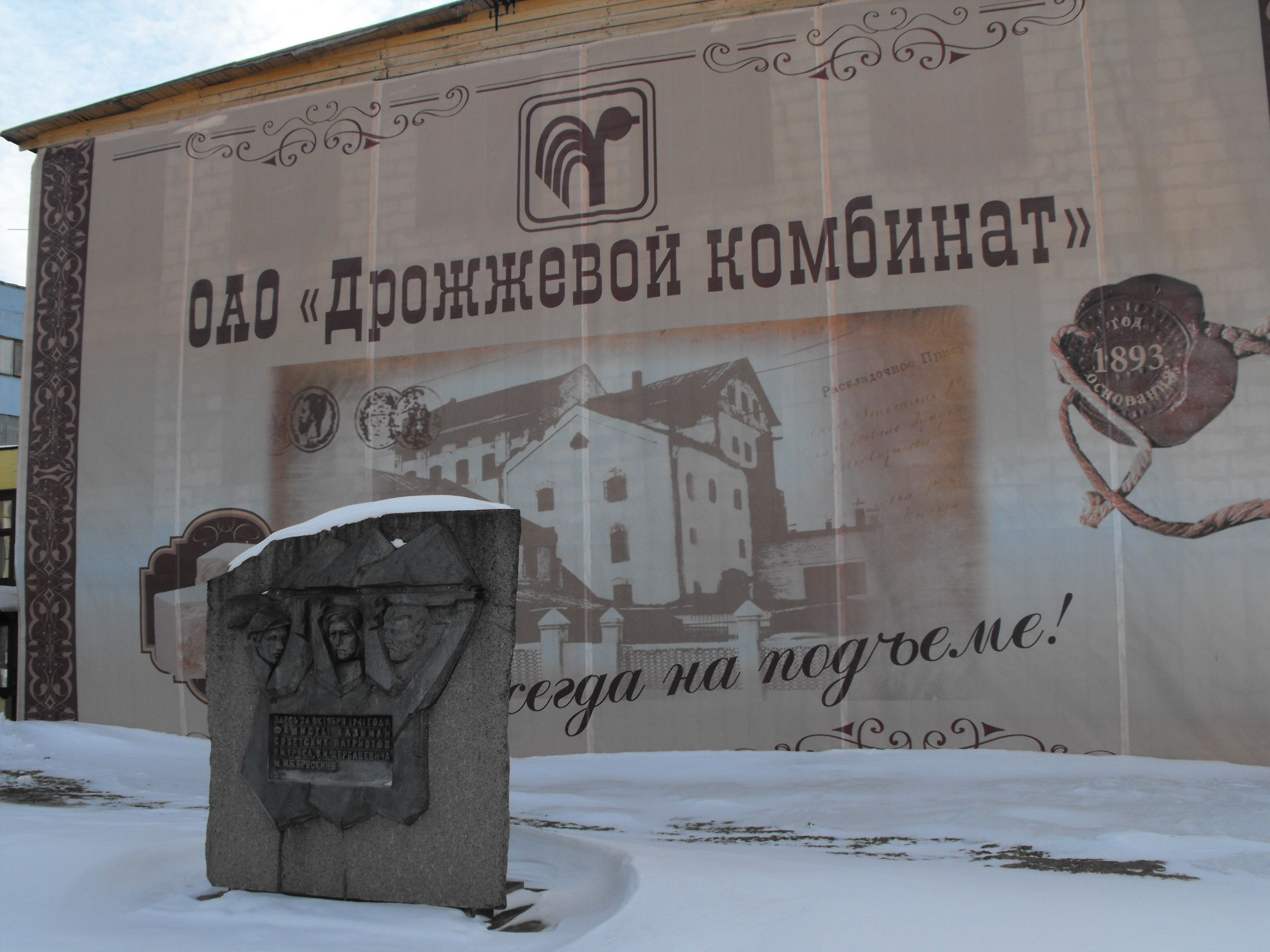
Минск, улица Октябрьская. Памятный знак у проходной Минского дрожжевого завода на месте казни нацистами К. И. Труса, В. И. Щербацевича и М. Б. Брускиной 26 октября 1941 года.

Б. Рудзянко был завербован сотрудником «АНСТ-Минск» (орган абвера) белоэмигрантом фон Якоби. 16 мая 1951 года Борис Михайлович Рудзянко (1913 года рождения, уроженец посёлка Товен Оршанского района Витебской области, белорус) был осуждён за измену Родине по статье 63-2 УК БССР к высшей мере наказания — расстрелу.
26 октября 1941 года в Минске была совершена казнь двенадцати подпольщиков, повешенных в разных местах города группами по трое человек за «изготовление фальшивых паспортов и причастность к партизанскому центру, располагавшемуся в лазарете для русских военнопленных».
Володя (Владлен) Щербацевич вместе с товарищами по подполью, Кириллом Трусом (Трусовым) и Машей Брускиной был повешен на арке ворот дрожжепаточного завода на улице Ворошилова (с 1961 года — улица Октябрьская). Его мать Ольга Щербацевич была казнена в тот же день в другом месте города. Также были повешены Надежда Янушкевич и Пётр Щербацевич (сестра и брат Ольги Щербацевич), Николай Кузнецов (муж Надежды Янушкевич), Елена Островская (соседка Ольги Щербацевич по квартире). Казнь была совершена карателями 2-го литовского батальона вспомогательной полицейской службы под командованием майора Антанаса Импулявичуса и снималась на плёнку фотографом из Каунаса.

## Память
В 1967 году был снят документальный фильм «Казнён в 41-м» — о расследовании журналистом и детским писателем В. Н. Морозовым по установлению личности Володи Щербацевича на известной фотографии с места казни.
Позже В. Н. Морозов как детский писатель написал несколько произведений о Володе. Впервые рассказ «Володя Щербацевич» был опубликован в 1969 году и выпущен издательством «Малыш». В 1974 году рассказ вошёл в книгу (сборник рассказов) «Аркаша Каманин, Альберт Купша, Маркс Кротов, Коля Рыжов, Володя Щербацевич».
Эта редакция предназначались для детей младшего возраста, а для взрослых В. Н. Морозов издал повесть «Володин фронт: Документальная повесть о пионере-герое В. Щербацевиче», вышедшую в Москве в издательстве Молодая гвардия в 1975 году.
В 2023 году в честь Влади́мира Ива́новича Щербаце́вича была названа школа в городе-герое Минске — ГУО «Средняя школа № 9 г. Минска имени В. И. Щербацевича».